# Temnora angulosa
Temnora angulosa är en fjärilsart som beskrevs av Rothschild och Jordan 1906. Temnora angulosa ingår i släktet Temnora och familjen svärmare. Inga underarter finns listade i Catalogue of Life.